# Сем Ґерсон
Семюель Нортон «Сем» Герсон (англ. Samuel Norton "Sam" Gerson при народженні Шлойме Гайсин; 30 листопада 1895 року, Тимка, Лубенський повіт, Полтавська губернія — 30 вересня 1972 року, Філадельфія, Пенсільванія, США) — американський борець вільного стилю, срібний призер Олімпійських ігор.

## Біографія
Народився у сім'ї єврейського походження. Емігрував разом з сім'єю до США в 1906 році. Погано знаючи англійську, він відвідував вечірню школу і працював для оплати навчання. Скоро Герсон зміг вчитися в старшій школі Southern High School, де став капітаном шахової команди, яка перемогла на трьох чемпіонатах. Також був капітаном бейсбольної команди школи. У 1916 році зміг отримати стипендію на навчання в престижному Пенсільванському університеті, де серед видів спорту займався в основному боротьбою.
Найбільшим успіхом на американських змаганнях була перемога в 1920 році на турнірі борцівської асоціацію між коледжів східного узбережжя (де переміг Чарльза Екерлі), а потім перемога на среднеатлантическому чемпіонаті з боротьби.
На Літніх Олімпійських іграх 1920 року в Антверпені боровся у ваговій категорії до 60 кілограмів (напівлегкій вага). Боротьба проходила за правилами Catch As Catch Can, що нагадує правила сучасної вільної боротьби. Сутичка за регламентом турніру тривала 10 хвилин, фінальні сутички три раунди по 10 хвилин. Турнір проводився за системою з вибуванням після поразки .
Семюель Герсон програв у фіналі своєму товаришу по команді Чарльзу Екерлі і став срібним призером олімпійських ігор. При цьому був завжди переконаний, що суддівство у фінальній зустрічі було упередженим, і він зазнав поразки через своє єврейське походження .
Після закінчення університету став інженером-хіміком, проте все життя займався спортивною і навколоспортивною діяльністю. Герсон став творцем Товариства олімпійців США, а потім зіграв чималу роль у створенні Всесвітньої асоціації олімпійців. Спортивний історик, який займався історією американського олімпійського руху. Відвідав багато олімпійських ігор.
Помер у 1972 році після інфаркту. Існує думка, що інфаркту посприяли події на мюнхенській Олімпіаді 1972 року, в ході яких загинули члени ізраїльської олімпійської збірної .
Був одружений, мав трьох синів.

## Пам'ять
Член Залу слави єврейського спорту Пенсільванії (2006 рік).